# Karl Brunner (Politiker, 1862)
Karl Brunner (* 19. August 1862 in Gudensberg; † 23. Februar 1945 in Meiningen) war ein deutscher Kommunalpolitiker.

## Leben
Er wurde 1893 Stadtsyndikus von Kassel und wurde 1898 Stadtrat. Unter den Oberbürgermeistern Erich Koch-Weser und Philipp Scheidemann war er von 1914 bis 1926 Bürgermeister in Kassel, insbesondere für die Finanzverwaltung. 
Der Historiker Hugo Brunner war sein Onkel.

## Ehrungen
- Die „Bürgermeister-Brunner-Straße“ in Kassel wurde nach ihm benannt.